# Olivier Chi Nouako
Olivier Chi Nouako est un avocat et homme d'affaires canadien d'origine camerounaise.

## Biographie

### Carrière
Olivier Chi Nouako a été avocat au Canada et entrepreneur dans le domaine de l'immigration et la promotion hôtelière,.